# Nordbanken
Nordbanken har efter ett antal fusioner bytt namn till Nordea.
Nordbanken var ett svenskt bankaktiebolag som bildades 1986 genom ett samgående mellan Uplandsbanken och Sundsvallsbanken (båda grundade 1864). Banken existerade till 1990 innan den blev uppköpt av statliga PKbanken, men den nya sammanslagna banken valde då att anta Nordbanken som sitt nya namn. År 1998 fusionerades banken med den finländska banken Merita och antog därefter namnet Merita-Nordbanken.

## Efter samgåendet med PKbanken
Efter att PKbanken köpt upp sin mindre konkurrent och ändrat namn fick man stora problem under finanskrisen i Sverige 1990-1994. De privata ägare som kommit in i samband med sammanslagningen blev utlösta av svenska staten trots att man var på obestånd och bankens värde var högst osäkert. Gota Bank som samtidigt förstatligats slogs samman med Nordbanken. Ägandet övertogs sedan av Bankstödsnämnden och de osäkra fordringarna avsattes till ett nytt statligt bolag, Securum. Under finanskrisen gång mottog man som statens egen bank huvuddelen av det utbetalade bankstödet på cirka 65 miljarder svenska kronor.
Efter krisen var det i stort sett en helt ny bank som trädde fram, dels återkapitaliserad med nya stödpengar, men samtidigt hade staten även tagit över dåliga lån och andra osäkra fordringar, medan banker som inte fått del av det statliga stödet satt kvar med osäkra fordringar och var tvungna att gå till aktieägarna för att få in nödvändigt kapital till att täcka förluster.
Verksamheten slogs 1998 samman med den finländska banken Merita och bildade Merita-Nordbanken, vilket kom att bli det första steget i en rad av sammanslagningar som resulterade i att finanskoncernen Nordea bildades.